# Agere praescriptis verbis
L'agere praescriptis verbis (letteralmente: "agire previa descrizione del rapporto") era lo strumento di tutela atipico nell'ambito del processo formulare romano, utilizzato per la tutela di contratti innominati (quindi atipici) o di contratti tipici sottoposti a condizione. Costituiva sostanzialmente la chiusura del sistema processuale privato romano.
Si agiva presentando al giudice una formula con intentio incerta (quidquid oportet), cui era premessa una praescriptio in cui veniva descritto il rapporto. In tal modo il giudice non era vincolato al contenuto dell'intentio e poteva muoversi con maggiore libertà. Infatti laddove l'attore avesse presentato una formula con intentio certa pur nell'incertezza del rapporto (es.: in un caso di locazione l'attore non sa se è conduttore o locatore, e quindi se agire con l'actio conducti o l'actio locati; agisce quindi con una delle due), e il giudice avesse ritenuto sbagliata la scelta fatta, l'attore avrebbe perso l'azione per quel rapporto, in conseguenza dell'efficacia preclusiva della litis contestatio.
Con l'agere praescriptis verbis si poteva pretendere l'esecuzione della controprestazione. Invece, qualora si volesse recuperare la prestazione già eseguita, bisognava fare uso della condictio ob rem datam non secutam.
Le fonti parlano anche di actio civilis incerti o di actio civilis in factum (quest'ultima definizione è stata giudicata fuorviante da Vincenzo Arangio-Ruiz).